# Салгаокар
«Салгаокар» (англ. Salgaocar Football Club) — индийский футбольный клуб из города Васко-да-Гама, штата Гоа, выступающий в И-лиге. Основан в 1956 году. Домашние матчи проводит на стадионе «Тилак Майдан», вмещающем 12 000 зрителей.

## История
Клуб был основан в 1956 году компанией VM Salgaocar Group, чтобы дать возможность продемонстрировать свои таланты молодёжи штата Гоа. 
В 1962 году Салгаокар стал первой командой из штата Гоа, который получил приглашение участвовать в престижном Кубке Дюран в Нью-Дели. В связи с этим команду поздравил премьер-министр Джавахарлал Неру.
Салгаокар выиграл все возможные трофеи в индийском футболе. Триумфом команды стала победа в 1999 году в Национальной лиге. В 2011 году клуб повторил свой успех. Также клуб 4 раза выигрывал Кубок Федерации (1988, 1989, 1997, 2011). В разных годах побеждал в Rovers Cup, в Кубке Мумбаи, в Кубке Дюран. 
Салгаокар является рекордсменом Гоа, победив в чемпионате штата 19 раз.

## Достижения
- Чемпионат Индии (2): 1998/99, 2010/11
- Чемпионат Индии: 2002/03
- Кубок Федерации (4): 1988, 1989, 1997, 2011
- Кубок Федерации (3): 1987, 1990, 1993
- Суперкубок Индии (2): 1998, 1999
- Кубок Durand (3): 1999, 2003, 2014